# William Strömberg
William "Frippe" Strömberg, född 13 november 1930, är en svensk före detta fotbollsspelare som bland annat representerade IFK Malmö och Gais i Allsvenskan på 1950-talet.

## Biografi
Strömberg inledde fotbollskarriären i Limhamns IF och gick sedan vidare till IFK Malmö innan han inför säsongen 1950 värvades av Gais. Han fick dock mestadels hålla till i Gais reservlag, och värvades våren 1953 tillbaka till Malmökamraterna, som hade gått upp i allsvenskan till säsongen 1952/1953. Efter att ha gjort 4 mål på 7 matcher när Malmö direkt åkte ur allsvenskan värvades han återigen tillbaka till Gais våren 1954. Han lyckades emellertid inte heller denna gång slå sig in i Gais A-lag utan spelade bara sammanlagt 2 allsvenska matcher (1 mål) under sina två sejourer i klubben.